# Nairobi City Stars
Le Nairobi City Stars est un club kenyan de football basé à Nairobi. Le Bosniaque Sanjin Algic est l'entraineur depuis septembre 2019.

## Palmarès
- Coupe du Kenya (1)
  - Vainqueur : 2005